# Friedrich Leopold zu Stolberg-Stolberg
Friedrich Leopold zu Stolberg-Stolberg   (Bad Bramstedt, 7 de novembre de 1750 - Gut Sondermühlen, 5 de desembre de 1819) va ser un advocat i traductor alemany nascut a Bramstedt a Holstein (aleshores una part de Dinamarca). També va ser un poeta de la Sturm und Drang (Tempesta i impuls) i dels primers períodes romàntics.

## Biografia
Friedrich Leopold zu Stolberg-Stolberg pertanyia a una branca jove de la família Stolberg. Va ser fill d'un magistrat danès i propietari d'una finca senyorial, el comte Christian Günther zu Stolberg-Stolberg. Pocs anys després del seu naixement, la família es va traslladar a Copenhaguen i aviat va establir amistat amb literats distingits, especialment Friedrich Gottlieb Klopstock. Juntament amb el seu germà gran Christian, Friedrich Leopold va anar a la Universitat de Halle el 1770 per estudiar-hi Dret alemany. Els seus altres estudis abastaven els clàssics i diversos cursos d'història. Després, els dos germans van estudiar a Göttingen i van ser membres destacats del Göttinger Hainbund, una societat literària d'homes joves que tenien grans aspiracions per la unitat del país i que conreaven la poesia alemanya. Després de deixar la universitat, el 1775 els germans van fer un viatge a Suïssa en companyia del famós poeta Goethe.
El 1777 Stolberg va ser nomenat enviat del príncep bisbe de Lübeck a la cort de Copenhaguen, però sovint es quedava a Eutin per passar temps amb el seu amic de la universitat i membre del Dichterbund, Johann Heinrich Voß. El 1781, va ser administrador en cap a Eutin.
El 1782 Stolberg es va casar amb Agnes von Witzleben, a qui va homenatjar en els seus poemes. Van tenir dos fills i dues filles (una d'elles, Marie Agnes, es va casar amb Ferdinand, fill de Christian Frederick de Stolberg-Wernigerode). El 1788 ella va morir prematurament.
Friedrich Leopold va ser llavors enviat danès a la Cort de Prússia, i va contreure un segon matrimoni amb la comtessa Sophie von Redern el 1790. Després del seu casament, la parella va fer un llarg viatge per Alemanya, Suïssa i Itàlia; va documentar aquest viatge en una sèrie de cartes, Viatges per Alemanya, Suïssa, Itàlia i Sicília.
Aquest viatge va ser de gran importància per al seu desenvolupament religiós, ja que aleshores va conèixer Clemens August von Droste-Vischering, arquebisbe catòlic de Colònia, així com el tutor resident de Droste-Vischering, el distingit teòleg Johann Theodor Katerkamp. El 1791 va ser nomenat president de la cort episcopal de Lübeck a Eutin. El juny de 1800 es va fer oficial la seva conversió a l'Església catòlica a la capella privada de la princesa Amalie von Gallitzin a Osnabrück, i el 22 d'agost va dimitir dels seus diferents càrrecs i va retirar-se a Münster, a Westfàlia. Va estar actiu en un grup de catòlics de Westfalia que treballaven per desenvolupar el romanticisme.
Pel seu segon matrimoni, Stolberg va tenir una família nombrosa, de la qual tots, a excepció de la filla gran, van seguir l'exemple del seu pare i es van convertir al catolicisme el 1801. La filla gran, Agnès, es va prometre amb el comte luterà Ferdinand de Stolberg-Wernigerode. Quatre fills i dos gendres seus van participar en la campanya contra França el 1814; un d'aquests fills va morir en la batalla de Ligny (1815).
Per la seva conversió al catolicisme, Friedrich Leopold va ser atacat severament pel seu antic amic Voss (Wie ward Fritz Stolberg zum Unfreien? [Com va ser Fritz Stolberg no lliure?], 1819). Des de 1812 va viure un temps en un castell prop de Bielefeld, i després es va traslladar a la seva finca de Gut Sondermühlen (avui part de Melle) prop d'Osnabrück, on va romandre fins a la seva mort el 1819.

## Obres
En els seus temps d'estudiant, Stolberg va ser membre del Göttinger Hainbund, part del moviment Sturm und Drang. De la seva poesia diu l'Enciclopèdia Britànica que té «una qualitat pastoral i idíl·lica que enllaça la seva obra amb el romanticisme». Va escriure moltes odes, balades, sàtires i obres de teatre, entre les quals la tragèdia Timoleon (1784) i novel·les. Va fer traduccions de la Ilíada (1778), de Plató (1796-1797), Èsquil (1802) i Ossian (1806). El 1794 va publicar el llibre amb el relat dels seus viatges (Reisen in Deutschland, der Schweiz, Italien und Sizilien in den Jahren 1791 und 1792). També va escriure un llibre sobre la vida d'Alfred el Gran (Leben Alfreds des Grossen, 1815) i una extensa història en disste volums de la religió de Jesucrist (Geschichte der Religion Jesu Christi, 1806–1818). També va escriure una vida de Sant Vicenç de Paül; va traduir passatges de les obres de sant Agustí, i també va escriure meditacions sobre les Sagrades Escriptures, que, però, juntament amb el Büchlein der Liebe i el polèmic pamflet Kurze Abfertigung des langen Schmähschrifts des Hofrats Voss, (Una versió curta de la llarga diatriba d'Hofrat Voss) no es van publicar fins a després de la seva mort.
El compositor austríac Franz Schubert va musicar alguns dels seus poemes.